# 2047
Het jaar 2047 is een jaartal volgens de christelijke jaartelling. Pasen valt dit jaar op 14 april.

## Gebeurtenissen
- Op 1 juli verloopt het verdrag dat Hongkong vijftig jaar zelfbestuur heeft gegeven binnen de Volksrepubliek China.
- Op 17 augustus zal het auteursrecht over al het werk van Elvis Presley vervallen en zal al zijn werk in het publiek domein terechtkomen.